# روث هولتون
روث هولتون (بالإنجليزية: Ruth Holton)‏ هي مغنية بريطانية، ولدت في 1961.

## وصلات خارجية
- روث هولتون على موقع ميوزك برينز (الإنجليزية)
- روث هولتون على موقع أول ميوزيك (الإنجليزية)
- روث هولتون على موقع ديسكوغز (الإنجليزية)